# Hondarribia
Hondarribia (auf Baskisch und offiziell; spanisch Fuenterrabía, französisch Fontarabie) ist eine Stadt im Nordosten der Autonomen Gemeinschaft Baskenland in Spanien. Die zur Provinz Gipuzkoa gehörende Hafenstadt liegt nordwestlich von Irun an der Mündung des Flusses Bidasoa, der hier die Grenze zu Frankreich bildet. Auf der anderen Seite der Flussmündung liegt die französische Stadt Hendaia.

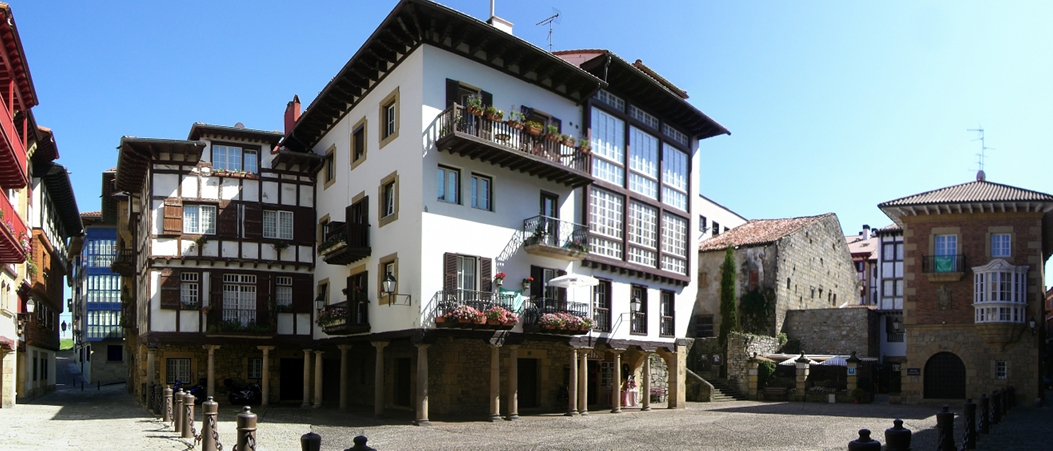
In der Altstadt von Hondarribia

## Geschichte
Einer Legende zufolge gründete der Westgotenkönig Rekkared I. die Stadt um 550 n. Chr. Die erste urkundliche Erwähnung erfolgte 1150 in einer Urkunde des Königs Sancho von Navarra.
Von Juni bis September 1638 wurde die Stadt durch französische Truppen unter dem Kommando von Henri II. de Bourbon, prince de Condé vergeblich belagert und nahezu gänzlich zerstört. Eine spanische Entsatzarmee konnte die Franzosen am 7. September 1638 in der Schlacht bei Fontarrabie vernichtend schlagen und die Stadt befreien.

## Bevölkerung
| 1900  | 1910  | 1920  | 1930  | 1940  | 1950  | 1960  | 1970   | 1981   | 1991   | 2000   | 2005   | 2017   |
| ----- | ----- | ----- | ----- | ----- | ----- | ----- | ------ | ------ | ------ | ------ | ------ | ------ |
| 4.345 | 5.175 | 5.570 | 6.181 | 5.994 | 7.363 | 8.581 | 10.471 | 11.276 | 13.524 | 14.946 | 15.955 | 17.049 |

## Sehenswürdigkeiten

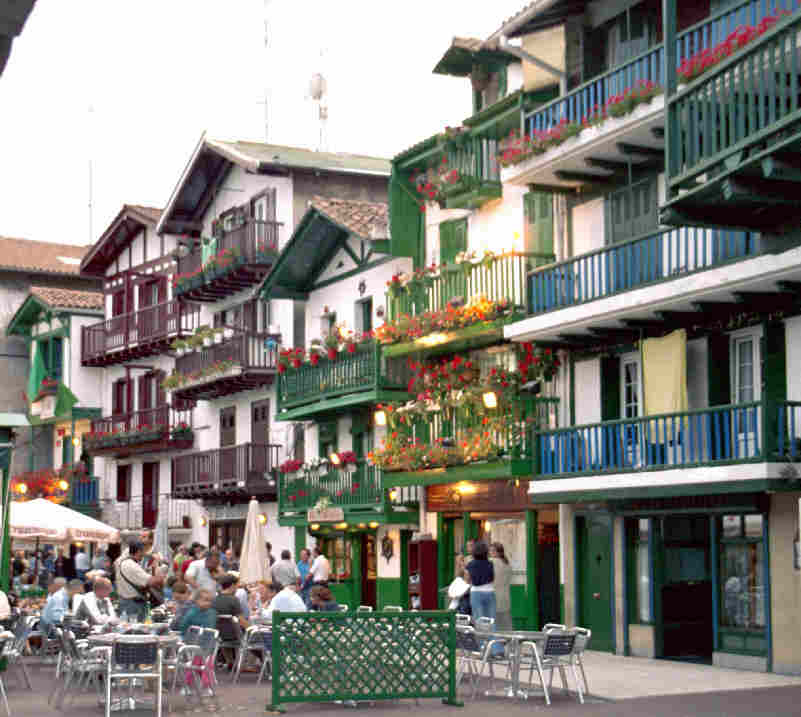
Typische Häuser in Hondarribia

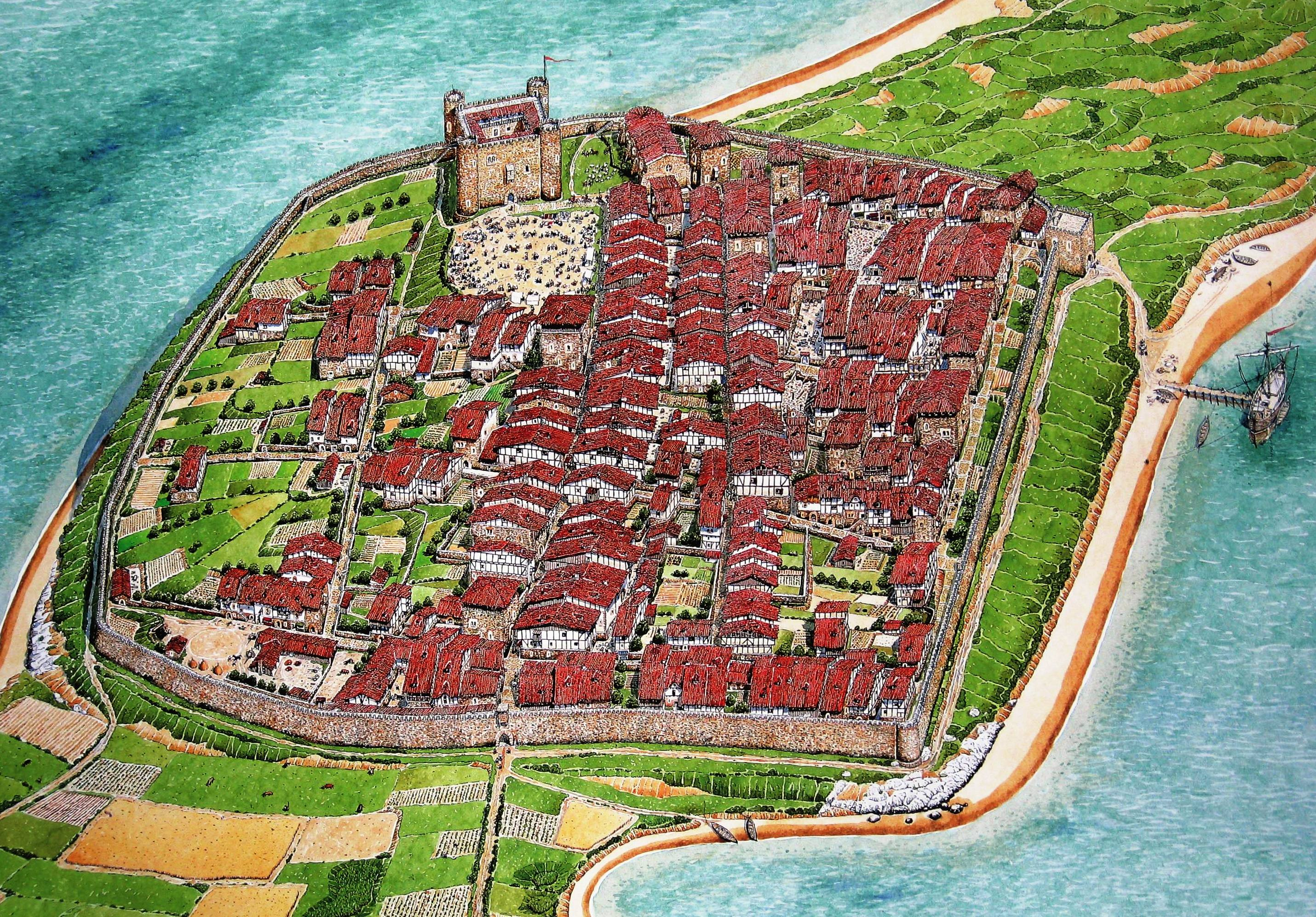
Hondarribia im Mittelalter

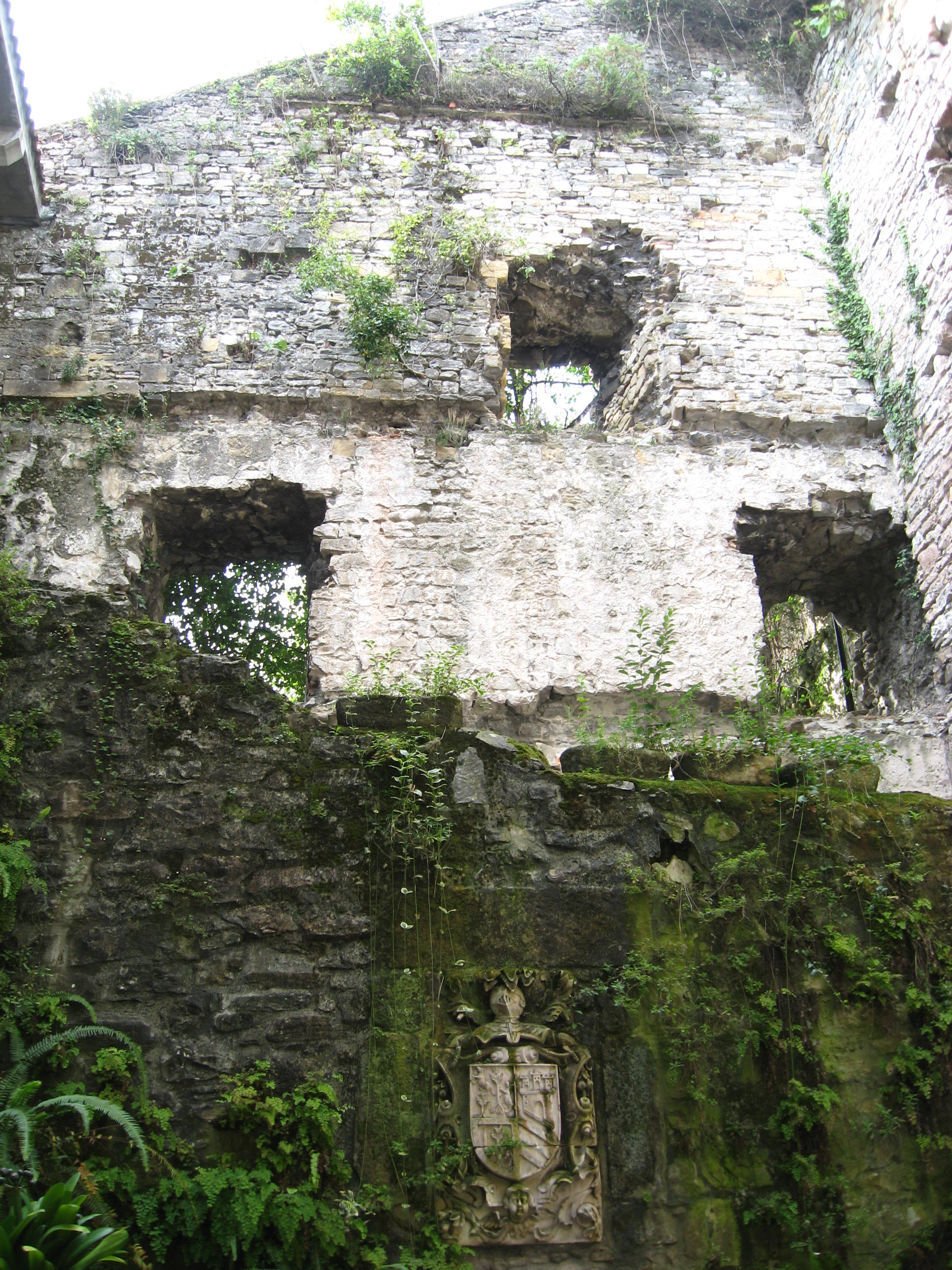
Innenhof der Burg, heute ein Parador

Bemerkenswert ist der historische, von einer komplett erhaltenen Stadtmauer umgebene Altstadtkern mit seinen Herrenhäusern, der zum historischen Ensemble erklärt wurde.
- Plaza de Armas, darin die Burg des Kaisers Karl V., heute Hotel (Parador)
- Gotische Pfarrkirche Santa María de la Asunción, 16. Jahrhundert
- Rathaus mit Barockfassade, 18. Jahrhundert
- Festung und Einsiedelei Guadalupe
- Berg Jaizkibel (547 m) mit hervorragender Aussicht auf Umgebung und Meer

Außerhalb der Stadtmauern liegt der vermutlich älteste Stadtteil, La Marina, ein pittoreskes Fischerviertel. Der Fischereihafen liegt auf der anderen Seite des Strandes.
Nach der Stadt Hondarribia wurde die weiße ortständige Rebsorte Hondarribi Zuri benannt.

## Söhne und Töchter der Stadt
- Cristóbal de Rojas y Sandoval (1502–1580), Erzbischof von Sevilla
- Juan Carlos de Areizaga (1756–1820), Generalleutnant
- José Bergamín (1895–1983), Dichter, Schriftsteller, Kulturfunktionär
- Gabriel Alonso (1923–1996), Fußballspieler
- Juan Alonso (1927–1994), Fußballtorwart
- Javier Busto (* 1949), Komponist und Chorleiter
- José María Olazábal (* 1966), Profigolfer
- Unai Emery (* 1971), Fußballtrainer
- Joseba Llorente Etxarri (* 1979), Fußballspieler

## Mit dem Ort verbunden
- Eva Forest (1928–2007), lebte ab Ende der 1970er Jahre bis zum Tod hier
- Alfonso Sastre (1926–2021), lebte ab Ende der 1970er Jahre bis zum Tod hier